# Jovanka Broz

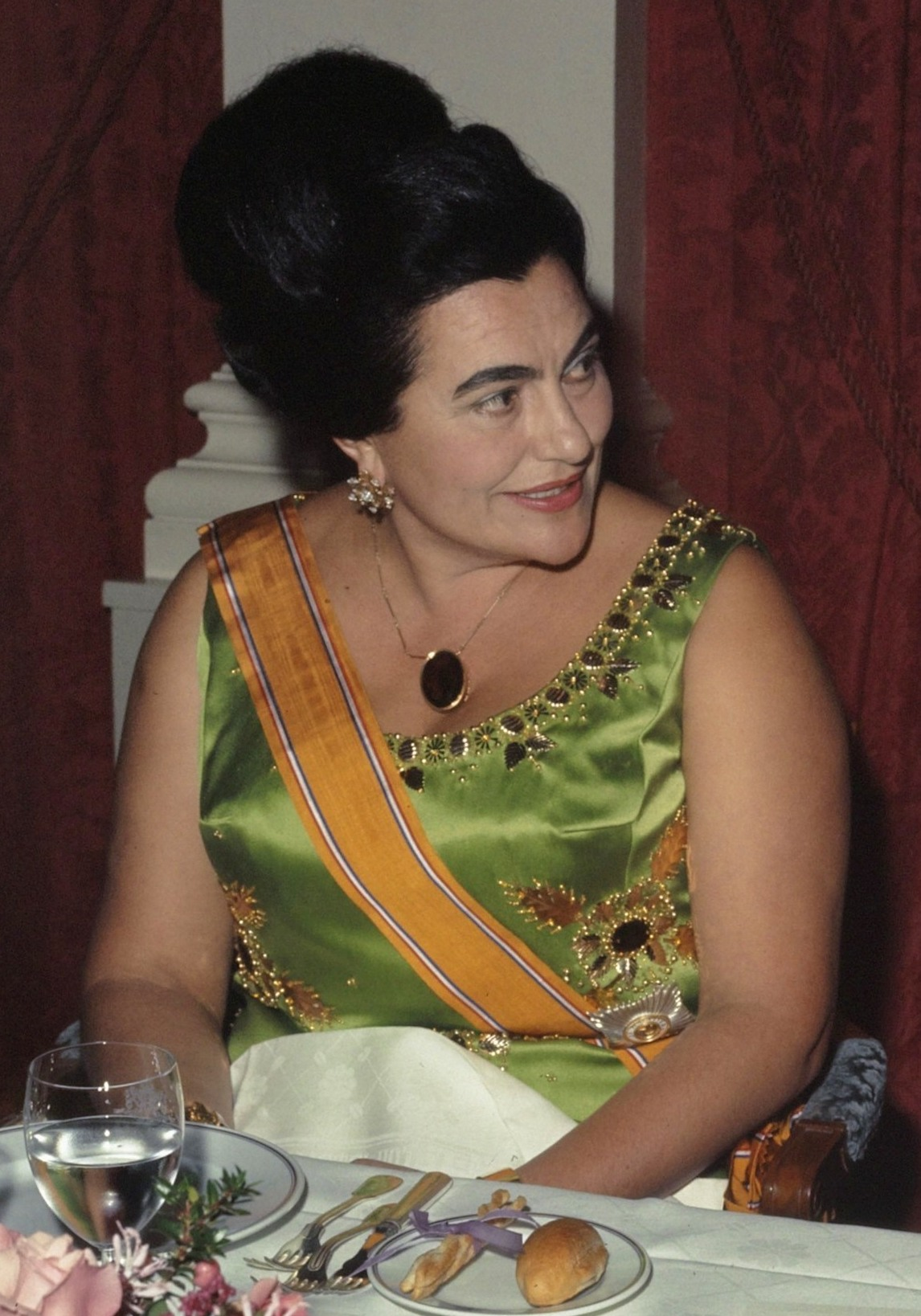
Jovanka Broz (1970er-Jahre)

Jovanka Broz (serbisch-kyrillisch Јованка Броз; * 7. Dezember 1924 in Pećane bei Udbina, Kroatien, Königreich der Serben, Kroaten und Slowenen; † 20. Oktober 2013 in Belgrad, Serbien) war eine jugoslawische Partisanin und dritte Ehefrau von Josip Broz Tito.

## Leben
Jovanka Broz, geborene Budisavljević (Будисављевић), kam als Kind serbischer Eltern in dem Bauerndorf Pećane (zu Udbina) in der Lika zur Welt. Im Zweiten Weltkrieg kämpfte sie als Partisanin in der Volksbefreiungsarmee gegen die 2. Italienische Armee und die Wehrmacht, die den Balkanfeldzug (1941) begonnen hatte. Sie wurde dort Hauptmann.

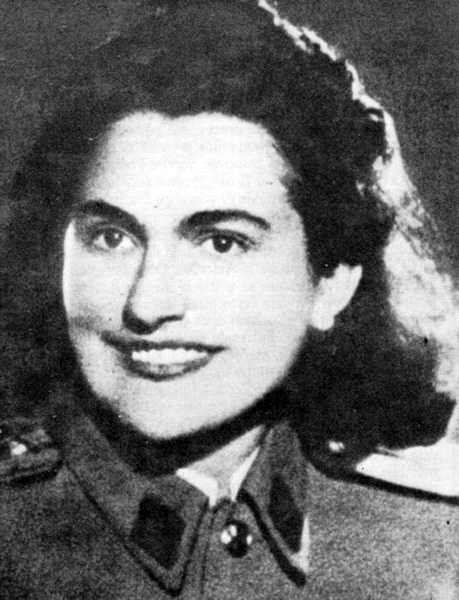
Jovanka Broz (1940er-Jahre)

Als sich Titos zweite Frau 1944 von ihm getrennt hatte, wollten Vertraute wie Milovan Đilas verhindern, dass die nächste aus der Bourgeoisie kam. Aleksandar Ranković, Chef des OZNA, verfiel auf Jovanka Budisavljević und schickte sie in Titos Haushalt. Der Plan ging auf. Jovanka heiratete Tito, damals schon Großvater, an seinem 60. Geburtstag. „In den fünfziger, sechziger und zum Teil auch noch in den siebziger Jahren trug Jovanka Broz nicht unerheblich dazu bei, dass Jugoslawien in der Welt einen guten Ruf genoss. Zwar hatte auch Tito am Anfang seiner Herrschaftszeit ein bluttriefendes Gewaltregime errichtet, dem Zehntausende zum Opfer fielen. Dass dies kaum ins Bewusstsein der Öffentlichkeit drang, hatte zumindest teilweise auch mit der strahlenden Eleganz von Jugoslawiens erster Dame zu tun. Sie repräsentierte den Staat nicht so, wie er war, sondern so, wie Tito wollte, dass er gesehen werde.“ In den 1960er Jahren gewann Jovanka hinter den Kulissen an politischem Einfluss. Nikita Chruschtschow schwärmte für sie.

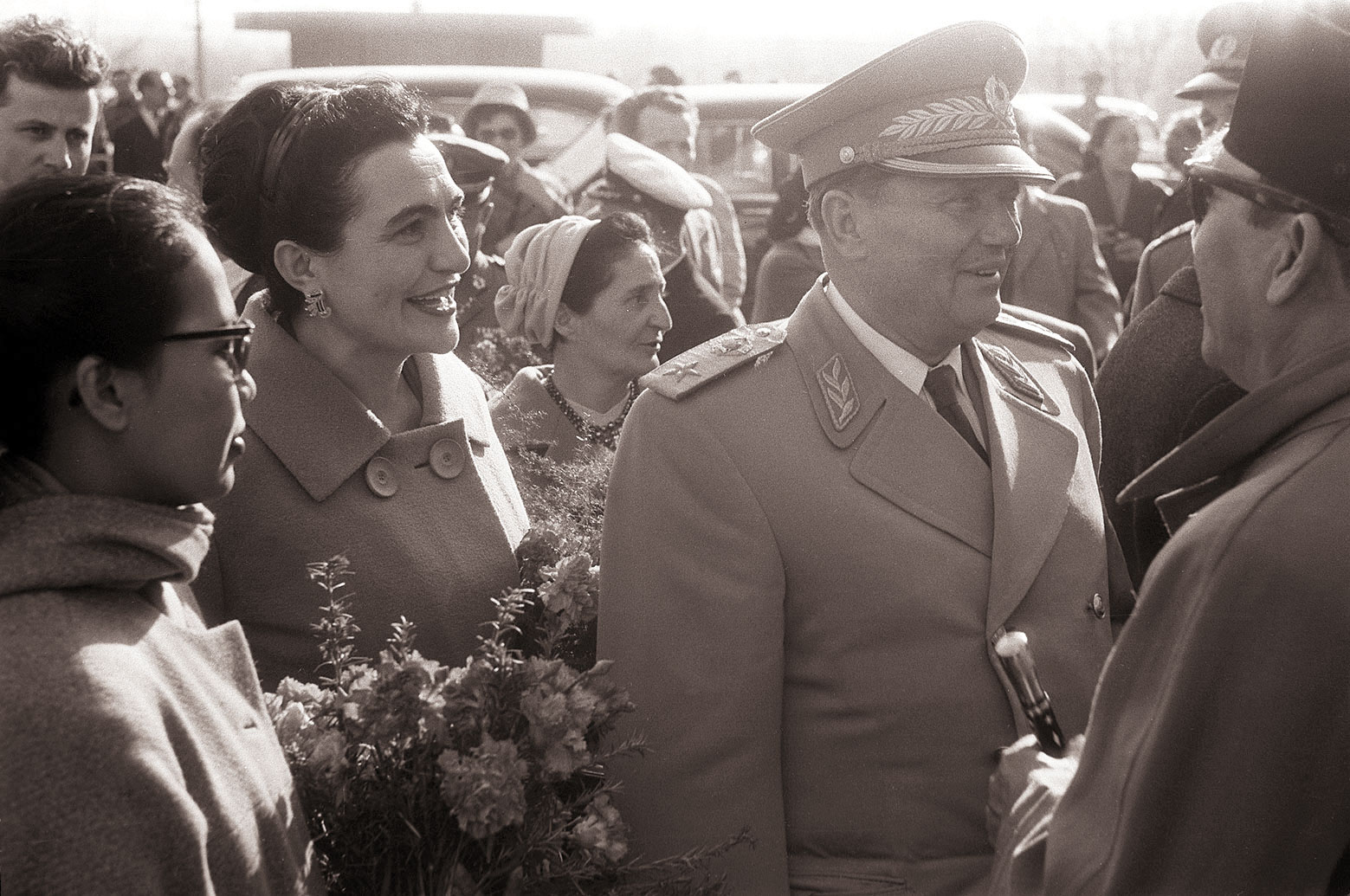
Jovanka neben Tito mit Sukarno bei den Höhlen von Postojna (1960)

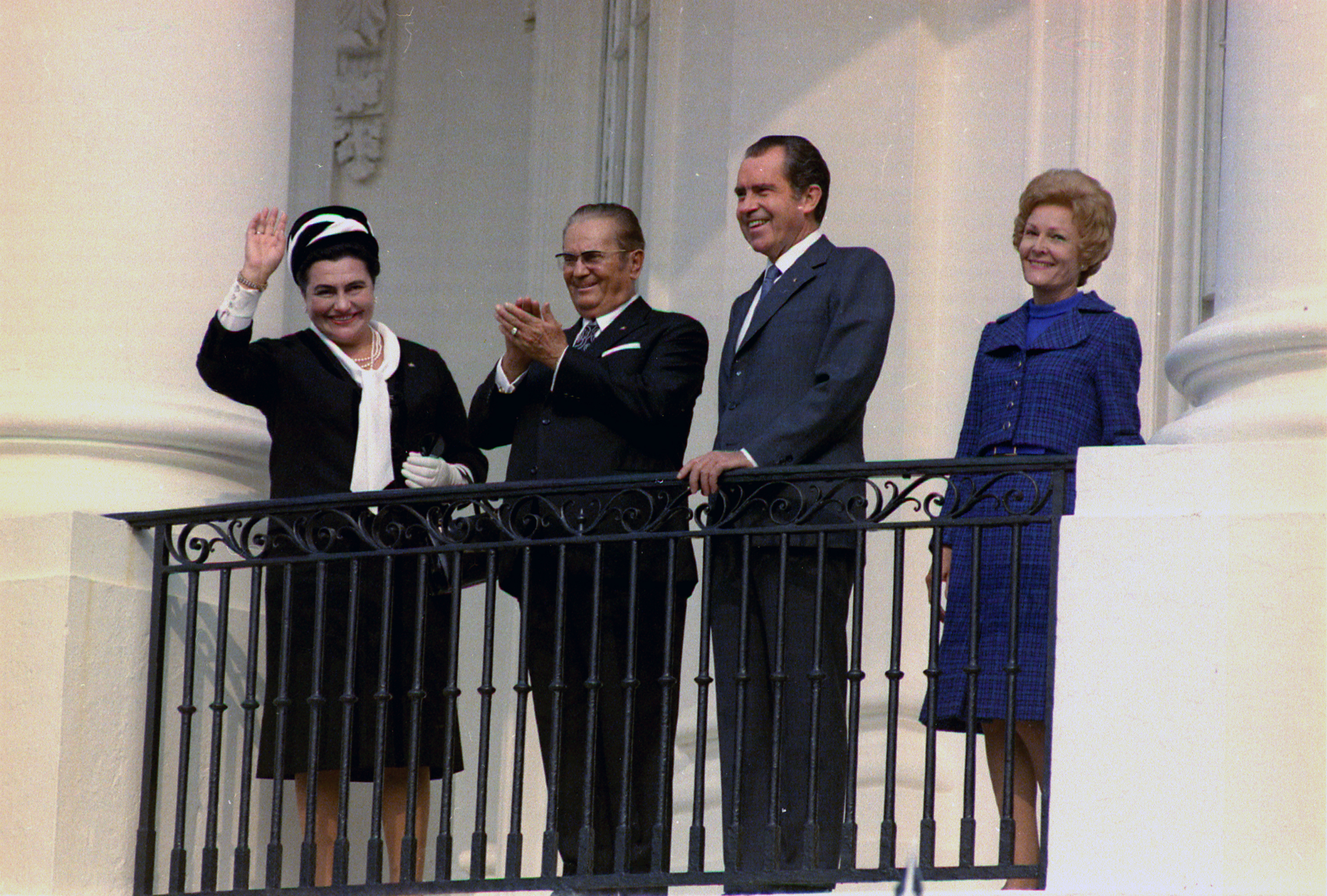
Jovanka, Tito und die Nixons (1971)

Als in den 1970er Jahren der Machtkampf um Titos Nachfolge begann, beschuldigte seine Umgebung Jovanka, Spionin für den KGB zu sein oder einen Militärputsch zu planen. Ein Parteigericht sprach sie frei. Tito zog in ein anderes Haus, verweigerte aber die Scheidung. Im Juni 1977 wurden Jovanka und Tito zum letzten Mal gemeinsam gesehen. Nach Titos Tod musste sie über Nacht die Residenz verlassen und eine möblierte Villa in der Nähe beziehen. Sie stand unter Hausarrest, hatte keinen Ausweis und durfte keinen ausländischen Besuch empfangen. Ihre Telefongespräche wurden abgehört. Ihre Teilnahme an Titos Begräbnis im Mai 1980 wurde nur deshalb genehmigt, weil Indira Gandhi sie sich ausbedungen hatte. Titos persönlicher Fotograf Ivo Eterović sagte, sie sei ein Opfer der Ambitionen von Politikern wie Stane Dolanc und General Nikola Ljubičić geworden.

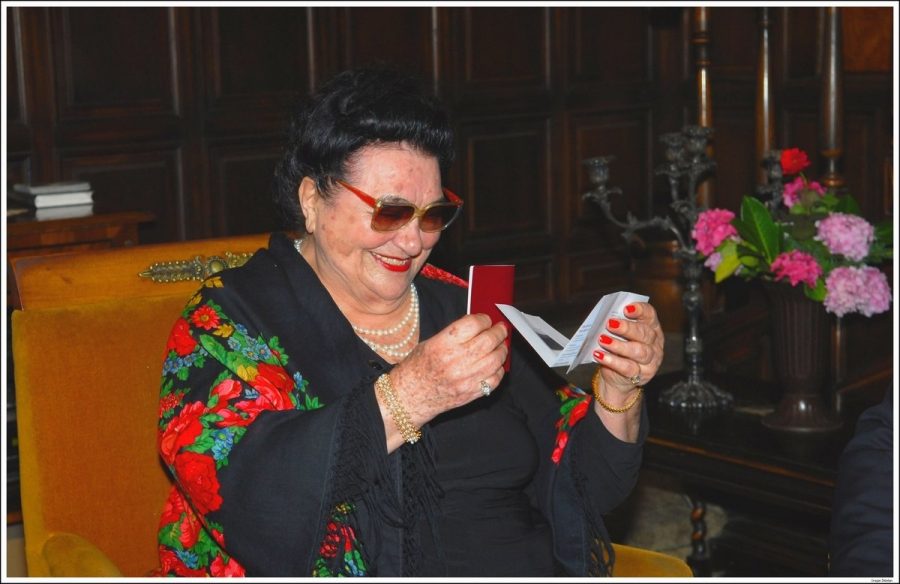
Jovanka Broz beim Erhalt ihres serbischen Reisepasses (2009)

Mit dem Zerfall Jugoslawiens verarmte sie. Sie war kinderlos und hatte keine Rentenansprüche. Tito hatte nichts für ihre Altersversorgung getan. Sie wohnte nach Titos Tod in einem zunehmend verfallenden Haus am Rande Dedinjes im Belgrader Stadtbezirk Savski Venac, rund zwei Kilometer von ihrem bisherigen Wohnort in der präsidialen Residenz entfernt. Nachdem die Heizung ausgefallen war, verbrachte Jovanka mehrere Winter in Eiseskälte. Bis 2005 verließ sie das Haus zweimal im Jahr, um am Geburtstag und am Todestag ihres „Tito“ Blumen an seinem Sarkophag im Haus der Blumen niederzulegen. Ansonsten zog sie sich völlig zurück. Anfang 2006 veröffentlichten Belgrader Zeitungen einen empörten Brief ihrer Schwester Nada. Ein serbischer Minister besuchte sie und war über den Zustand des Hauses entsetzt. Die Heizung wurde teilweise instand gesetzt. Ivica Dačić, damals noch Innenminister, ließ ihr 2009 einen Reisepass und einen Ausweis ausstellen. Erst 2013 brach sie ihr Schweigen, indem sie dem serbischen Publizisten Žarko Jokanović in langen Gesprächen Einblick in ihr Leben gewährte.

„Gott hat mir ein wunderschönes Leben neben Tito geschenkt. Aber so viele schöne Jahre es auch waren – noch mehr Jahre wurde ich verfolgt, gequält und missbraucht.“

Von ihrem enteigneten Besitz hatte sie nichts zurückerhalten. Als sie in ihren letzten Monaten auf einer Intensivstation mit dem Tode rang, druckten serbische, kroatische, bosnische, slowenische und mazedonische Zeitungen wieder alte Fotografien mit Winston Churchill, Haile Selassie, Paul VI., Eleanor Roosevelt, den Kennedys, Elizabeth Taylor, Richard Burton, Anthony Eden, Willy Brandt, Jimmy Carter und anderen. Zur Beisetzung neben ihrem Mann kamen fast 10.000 Menschen. Wenige Tage später wurden die Grabbeigaben gestohlen. Sie wurde im Haus der Blumen, dem Mausoleum ihres Mannes, bestattet, das heute Teil des Museums Jugoslawiens ist.

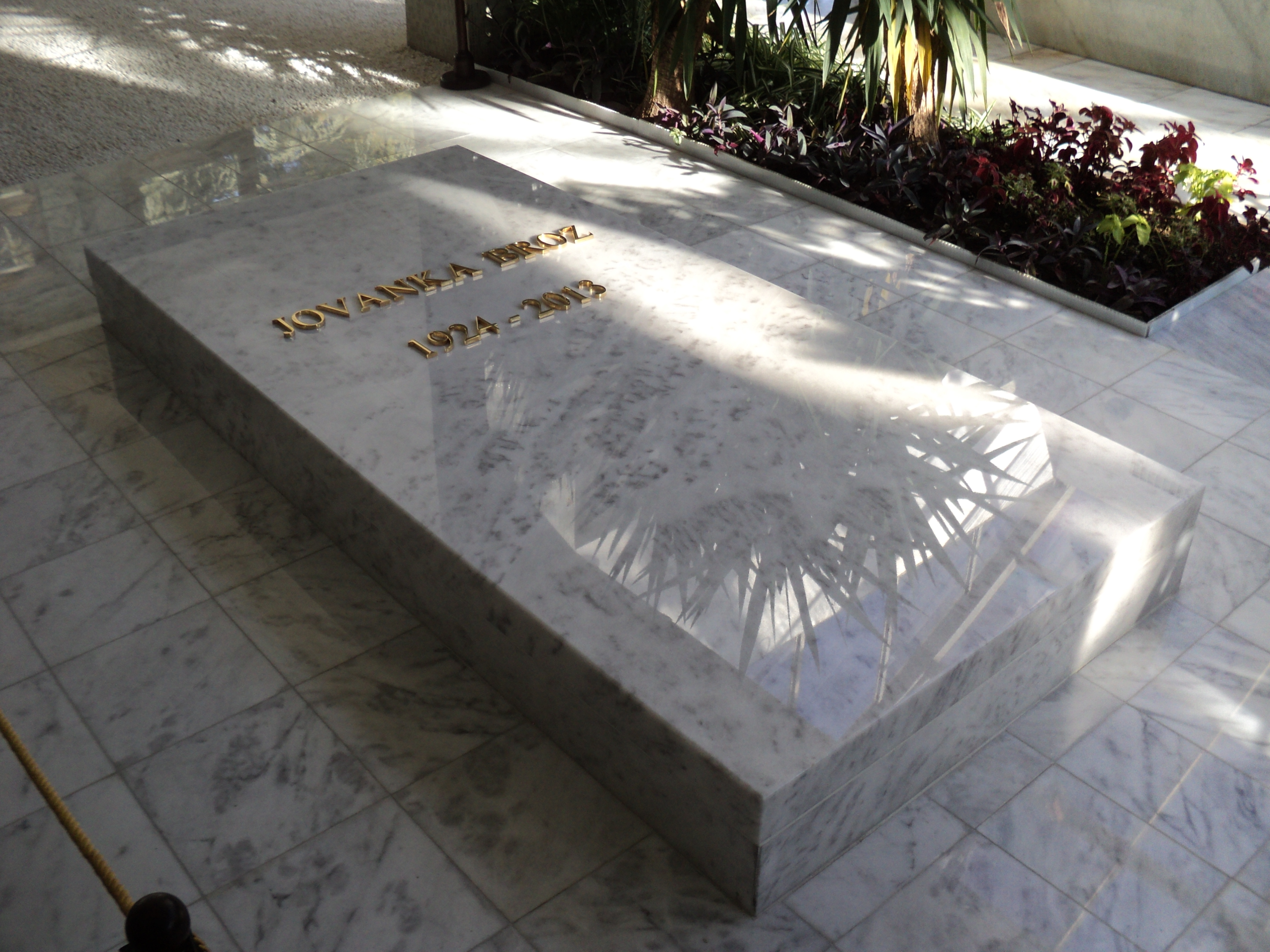
Gruft von Jovanka Broz, Museum der Geschichte Jugoslawiens, Belgrad (2013)

Dass „mit ihr auch Jugoslawien beerdigt wurde“, brachte Ministerpräsident Ivica Dačić zum Ausdruck:

„Indem wir Jovanka vergaßen, haben wir uns selbst vergessen. Dies ist eine Gelegenheit uns einzugestehen, dass wir eine Sünde begangen haben – an ihr und an unserer Geschichte. Jovanka Broz war ein Opfer politischer Abrechnungen und Kämpfe in der Umgebung von Tito.“